# Epidermophyton
Epidermophyton är ett släkte av svampar. Epidermophyton ingår i familjen Arthrodermataceae, ordningen Onygenales, klassen Eurotiomycetes, divisionen sporsäcksvampar och riket svampar.
|                | Arthroderma                                                                             |
|                |                                                                                         |
|                | Nannizzia                                                                               |
|                |                                                                                         |
|                | Microsporum                                                                             |
|                |                                                                                         |
|                | Grubyella                                                                               |
|                |                                                                                         |
|                | Ctenomyces                                                                              |
|                |                                                                                         |
|                | Trichophyton                                                                            |
|                |                                                                                         |
| Epidermophyton | \| \| Epidermophyton inguinale \| \| \| \| \| \| Epidermophyton stockdaleae \| \| \| \| |
|                | \| \| Epidermophyton inguinale \| \| \| \| \| \| Epidermophyton stockdaleae \| \| \| \| |
|                | Thallomicrosporon                                                                       |
|                |                                                                                         |
|                | Keratinomyces                                                                           |
|                |                                                                                         |
|                | Epidermophyton inguinale                                                                |
|                |                                                                                         |
|                | Epidermophyton stockdaleae                                                              |
|                |                                                                                         |

|  | Epidermophyton inguinale   |
|  |                            |
|  | Epidermophyton stockdaleae |
|  |                            |